# Lista di asteroidi (470001-471000)
Di seguito una lista di asteroidi dal numero 470001 al 471000 con data di scoperta e scopritore.

## 470001-470100
| Nome     | Designazione provvisoria | Data di scoperta  | Scopritore                                |
| -------- | ------------------------ | ----------------- | ----------------------------------------- |
| 470001 - | 2006 KW119               | 19 dicembre 2004  | Mt. Lemmon Survey                         |
| 470002 - | 2006 KW137               | 25 maggio 2006    | Wiegert, P. A.                            |
| 470003 - | 2006 LK3                 | 4 giugno 2006     | Spacewatch                                |
| 470004 - | 2006 MJ10                | 22 giugno 2006    | LONEOS                                    |
| 470005 - | 2006 OD21                | 21 luglio 2006    | Mt. Lemmon Survey                         |
| 470006 - | 2006 OG21                | 21 luglio 2006    | Mt. Lemmon Survey                         |
| 470007 - | 2006 OQ21                | 21 luglio 2006    | Mt. Lemmon Survey                         |
| 470008 - | 2006 QP70                | 21 agosto 2006    | Spacewatch                                |
| 470009 - | 2006 QS110               | 27 agosto 2006    | Spacewatch                                |
| 470010 - | 2006 QV130               | 20 agosto 2006    | NEAT                                      |
| 470011 - | 2006 QT141               | 21 marzo 2002     | Spacewatch                                |
| 470012 - | 2006 QD144               | 31 agosto 2006    | Observatoire Naef                         |
| 470013 - | 2006 QU158               | 19 agosto 2006    | Spacewatch                                |
| 470014 - | 2006 QB183               | 19 agosto 2006    | Spacewatch                                |
| 470015 - | 2006 RO7                 | 12 settembre 2006 | CSS                                       |
| 470016 - | 2006 RQ7                 | 19 agosto 2006    | Spacewatch                                |
| 470017 - | 2006 RH46                | 14 settembre 2006 | Spacewatch                                |
| 470018 - | 2006 RK46                | 14 settembre 2006 | Spacewatch                                |
| 470019 - | 2006 RS52                | 14 settembre 2006 | Spacewatch                                |
| 470020 - | 2006 RE62                | 29 agosto 2006    | CSS                                       |
| 470021 - | 2006 RL63                | 29 agosto 2006    | Spacewatch                                |
| 470022 - | 2006 RR72                | 15 settembre 2006 | Spacewatch                                |
| 470023 - | 2006 RM73                | 15 settembre 2006 | Spacewatch                                |
| 470024 - | 2006 RK80                | 15 settembre 2006 | Spacewatch                                |
| 470025 - | 2006 RQ80                | 15 settembre 2006 | Spacewatch                                |
| 470026 - | 2006 RD102               | 15 settembre 2006 | Spacewatch                                |
| 470027 - | 2006 RC103               | 11 settembre 2006 | Becker, A. C., Puckett, A. W., Kubica, J. |
| 470028 - | 2006 SB4                 | 16 settembre 2006 | CSS                                       |
| 470029 - | 2006 SG4                 | 16 settembre 2006 | CSS                                       |
| 470030 - | 2006 SJ7                 | 14 settembre 2006 | Spacewatch                                |
| 470031 - | 2006 SX10                | 16 settembre 2006 | Spacewatch                                |
| 470032 - | 2006 ST13                | 17 settembre 2006 | LINEAR                                    |
| 470033 - | 2006 SB16                | 17 settembre 2006 | CSS                                       |
| 470034 - | 2006 SL17                | 17 settembre 2006 | Spacewatch                                |
| 470035 - | 2006 SA33                | 17 settembre 2006 | Spacewatch                                |
| 470036 - | 2006 SB36                | 28 agosto 2006    | LONEOS                                    |
| 470037 - | 2006 SB58                | 18 settembre 2006 | Spacewatch                                |
| 470038 - | 2006 SF62                | 1º dicembre 2003  | Spacewatch                                |
| 470039 - | 2006 SG79                | 17 settembre 2006 | Spacewatch                                |
| 470040 - | 2006 SG95                | 18 settembre 2006 | Spacewatch                                |
| 470041 - | 2006 SC97                | 18 settembre 2006 | Spacewatch                                |
| 470042 - | 2006 SJ106               | 19 settembre 2006 | Spacewatch                                |
| 470043 - | 2006 SC111               | 21 settembre 2006 | LONEOS                                    |
| 470044 - | 2006 SP128               | 17 settembre 2006 | Spacewatch                                |
| 470045 - | 2006 SX130               | 24 settembre 2006 | Molnar, L. A.                             |
| 470046 - | 2006 SL132               | 16 settembre 2006 | CSS                                       |
| 470047 - | 2006 SR165               | 21 luglio 2006    | Mt. Lemmon Survey                         |
| 470048 - | 2006 SN169               | 17 settembre 2006 | CSS                                       |
| 470049 - | 2006 SZ169               | 25 settembre 2006 | Spacewatch                                |
| 470050 - | 2006 SY181               | 25 settembre 2006 | LONEOS                                    |
| 470051 - | 2006 SS183               | 25 settembre 2006 | Mt. Lemmon Survey                         |
| 470052 - | 2006 SH186               | 25 settembre 2006 | Spacewatch                                |
| 470053 - | 2006 SP195               | 17 marzo 2004     | Spacewatch                                |
| 470054 - | 2006 SX203               | 25 settembre 2006 | Spacewatch                                |
| 470055 - | 2006 SJ207               | 25 settembre 2006 | Spacewatch                                |
| 470056 - | 2006 SG209               | 21 luglio 2006    | Mt. Lemmon Survey                         |
| 470057 - | 2006 SD214               | 16 settembre 2006 | Spacewatch                                |
| 470058 - | 2006 SX214               | 21 luglio 2006    | Mt. Lemmon Survey                         |
| 470059 - | 2006 SP217               | 28 settembre 2006 | Spacewatch                                |
| 470060 - | 2006 SL223               | 18 settembre 2006 | Spacewatch                                |
| 470061 - | 2006 SX228               | 18 settembre 2006 | Spacewatch                                |
| 470062 - | 2006 SK239               | 18 settembre 2006 | Spacewatch                                |
| 470063 - | 2006 SH240               | 18 settembre 2006 | Spacewatch                                |
| 470064 - | 2006 ST241               | 26 settembre 2006 | Mt. Lemmon Survey                         |
| 470065 - | 2006 SQ254               | 14 settembre 2006 | Spacewatch                                |
| 470066 - | 2006 SB257               | 19 settembre 2006 | Spacewatch                                |
| 470067 - | 2006 SH261               | 26 settembre 2006 | Spacewatch                                |
| 470068 - | 2006 SQ273               | 27 settembre 2006 | LINEAR                                    |
| 470069 - | 2006 ST278               | 17 settembre 2006 | CSS                                       |
| 470070 - | 2006 SD281               | 29 settembre 2006 | LONEOS                                    |
| 470071 - | 2006 SZ289               | 27 settembre 2006 | CSS                                       |
| 470072 - | 2006 SP297               | 25 settembre 2006 | Mt. Lemmon Survey                         |
| 470073 - | 2006 SM310               | 17 settembre 2006 | Spacewatch                                |
| 470074 - | 2006 SK314               | 17 settembre 2006 | Spacewatch                                |
| 470075 - | 2006 SS321               | 27 settembre 2006 | Spacewatch                                |
| 470076 - | 2006 SQ327               | 23 settembre 2006 | Spacewatch                                |
| 470077 - | 2006 SQ331               | 19 settembre 2006 | Spacewatch                                |
| 470078 - | 2006 SH343               | 28 settembre 2006 | Spacewatch                                |
| 470079 - | 2006 SP354               | 30 settembre 2006 | Mt. Lemmon Survey                         |
| 470080 - | 2006 SU354               | 30 settembre 2006 | Mt. Lemmon Survey                         |
| 470081 - | 2006 SM355               | 30 settembre 2006 | CSS                                       |
| 470082 - | 2006 SY359               | 18 settembre 2006 | CSS                                       |
| 470083 - | 2006 SG369               | 16 settembre 2006 | Becker, A. C., Puckett, A. W., Kubica, J. |
| 470084 - | 2006 SH380               | 27 settembre 2006 | Becker, A. C.                             |
| 470085 - | 2006 SL380               | 27 settembre 2006 | Becker, A. C.                             |
| 470086 - | 2006 SH383               | 29 settembre 2006 | Becker, A. C.                             |
| 470087 - | 2006 SN388               | 30 settembre 2006 | Becker, A. C.                             |
| 470088 - | 2006 SZ388               | 30 settembre 2006 | Becker, A. C.                             |
| 470089 - | 2006 SU397               | 26 settembre 2006 | Mt. Lemmon Survey                         |
| 470090 - | 2006 SN402               | 25 settembre 2006 | Mt. Lemmon Survey                         |
| 470091 - | 2006 SC403               | 26 settembre 2006 | Mt. Lemmon Survey                         |
| 470092 - | 2006 SM406               | 17 settembre 2006 | Spacewatch                                |
| 470093 - | 2006 SR406               | 18 settembre 2006 | LONEOS                                    |
| 470094 - | 2006 TY15                | 17 settembre 2006 | Spacewatch                                |
| 470095 - | 2006 TU16                | 25 settembre 2006 | Mt. Lemmon Survey                         |
| 470096 - | 2006 TR19                | 28 settembre 2006 | Mt. Lemmon Survey                         |
| 470097 - | 2006 TF25                | 12 ottobre 2006   | Spacewatch                                |
| 470098 - | 2006 TL30                | 12 ottobre 2006   | Spacewatch                                |
| 470099 - | 2006 TT33                | 26 settembre 2006 | Mt. Lemmon Survey                         |
| 470100 - | 2006 TU36                | 30 settembre 2006 | Mt. Lemmon Survey                         |

## 470101-470200
| Nome     | Designazione provvisoria | Data di scoperta  | Scopritore        |
| -------- | ------------------------ | ----------------- | ----------------- |
| 470101 - | 2006 TS52                | 12 ottobre 2006   | Spacewatch        |
| 470102 - | 2006 TO53                | 12 ottobre 2006   | Spacewatch        |
| 470103 - | 2006 TH56                | 13 ottobre 2006   | Spacewatch        |
| 470104 - | 2006 TM56                | 4 ottobre 2006    | Mt. Lemmon Survey |
| 470105 - | 2006 TY59                | 13 ottobre 2006   | Spacewatch        |
| 470106 - | 2006 TD68                | 11 ottobre 2006   | NEAT              |
| 470107 - | 2006 TG81                | 4 ottobre 2006    | Mt. Lemmon Survey |
| 470108 - | 2006 TU82                | 4 ottobre 2006    | Mt. Lemmon Survey |
| 470109 - | 2006 TE85                | 4 ottobre 2006    | Mt. Lemmon Survey |
| 470110 - | 2006 TQ86                | 13 ottobre 2006   | Spacewatch        |
| 470111 - | 2006 TQ90                | 4 ottobre 2006    | Mt. Lemmon Survey |
| 470112 - | 2006 TF103               | 2 ottobre 2006    | Mt. Lemmon Survey |
| 470113 - | 2006 TT103               | 15 ottobre 2006   | Spacewatch        |
| 470114 - | 2006 TM109               | 4 ottobre 2006    | Mt. Lemmon Survey |
| 470115 - | 2006 TH117               | 3 ottobre 2006    | Becker, A. C.     |
| 470116 - | 2006 TM119               | 11 ottobre 2006   | Becker, A. C.     |
| 470117 - | 2006 TW122               | 12 ottobre 2006   | Spacewatch        |
| 470118 - | 2006 TK125               | 12 ottobre 2006   | Spacewatch        |
| 470119 - | 2006 TY125               | 13 ottobre 2006   | Spacewatch        |
| 470120 - | 2006 TB126               | 4 ottobre 2006    | Mt. Lemmon Survey |
| 470121 - | 2006 TL129               | 13 ottobre 2006   | Spacewatch        |
| 470122 - | 2006 TV129               | 2 ottobre 2006    | Mt. Lemmon Survey |
| 470123 - | 2006 UR2                 | 16 ottobre 2006   | Mt. Lemmon Survey |
| 470124 - | 2006 UB7                 | 2 ottobre 2006    | Mt. Lemmon Survey |
| 470125 - | 2006 UW15                | 17 ottobre 2006   | Mt. Lemmon Survey |
| 470126 - | 2006 UQ16                | 17 ottobre 2006   | Mt. Lemmon Survey |
| 470127 - | 2006 UW21                | 18 settembre 2006 | Spacewatch        |
| 470128 - | 2006 UE24                | 16 ottobre 2006   | Spacewatch        |
| 470129 - | 2006 UA27                | 4 ottobre 2006    | Mt. Lemmon Survey |
| 470130 - | 2006 UN28                | 16 ottobre 2006   | Spacewatch        |
| 470131 - | 2006 UW31                | 16 ottobre 2006   | Spacewatch        |
| 470132 - | 2006 UV33                | 16 ottobre 2006   | Spacewatch        |
| 470133 - | 2006 UX35                | 30 settembre 2006 | Mt. Lemmon Survey |
| 470134 - | 2006 UH43                | 16 ottobre 2006   | Spacewatch        |
| 470135 - | 2006 UU44                | 16 ottobre 2006   | Spacewatch        |
| 470136 - | 2006 UB46                | 16 ottobre 2006   | Spacewatch        |
| 470137 - | 2006 UF51                | 19 settembre 2006 | Spacewatch        |
| 470138 - | 2006 UD53                | 17 ottobre 2006   | Mt. Lemmon Survey |
| 470139 - | 2006 UH57                | 18 ottobre 2006   | Spacewatch        |
| 470140 - | 2006 UP57                | 2 ottobre 2006    | Mt. Lemmon Survey |
| 470141 - | 2006 UT60                | 19 ottobre 2006   | CSS               |
| 470142 - | 2006 UT69                | 16 ottobre 2006   | CSS               |
| 470143 - | 2006 UJ71                | 28 settembre 2006 | Mt. Lemmon Survey |
| 470144 - | 2006 UV72                | 26 settembre 2006 | Spacewatch        |
| 470145 - | 2006 UE73                | 30 settembre 2006 | Spacewatch        |
| 470146 - | 2006 UG74                | 25 settembre 2006 | Spacewatch        |
| 470147 - | 2006 UN78                | 25 settembre 2006 | Spacewatch        |
| 470148 - | 2006 UK86                | 17 ottobre 2006   | Mt. Lemmon Survey |
| 470149 - | 2006 UN88                | 17 ottobre 2006   | Spacewatch        |
| 470150 - | 2006 UP89                | 17 ottobre 2006   | Spacewatch        |
| 470151 - | 2006 UP94                | 3 ottobre 2006    | Mt. Lemmon Survey |
| 470152 - | 2006 UL96                | 18 ottobre 2006   | Spacewatch        |
| 470153 - | 2006 US97                | 3 ottobre 2006    | Mt. Lemmon Survey |
| 470154 - | 2006 UO99                | 3 ottobre 2006    | Mt. Lemmon Survey |
| 470155 - | 2006 UF103               | 25 settembre 2006 | Mt. Lemmon Survey |
| 470156 - | 2006 UV112               | 18 settembre 2006 | Spacewatch        |
| 470157 - | 2006 UG114               | 24 settembre 2006 | Spacewatch        |
| 470158 - | 2006 UD116               | 19 ottobre 2006   | Spacewatch        |
| 470159 - | 2006 UG125               | 19 ottobre 2006   | Spacewatch        |
| 470160 - | 2006 UV126               | 11 ottobre 2006   | Spacewatch        |
| 470161 - | 2006 UR131               | 19 ottobre 2006   | Spacewatch        |
| 470162 - | 2006 UU142               | 4 ottobre 2006    | Mt. Lemmon Survey |
| 470163 - | 2006 UP149               | 15 settembre 2006 | Spacewatch        |
| 470164 - | 2006 UQ151               | 13 ottobre 2006   | Spacewatch        |
| 470165 - | 2006 UE152               | 20 ottobre 2006   | Mt. Lemmon Survey |
| 470166 - | 2006 UH153               | 21 ottobre 2006   | Spacewatch        |
| 470167 - | 2006 UP179               | 16 ottobre 2006   | CSS               |
| 470168 - | 2006 UO194               | 20 ottobre 2006   | Spacewatch        |
| 470169 - | 2006 UK196               | 20 ottobre 2006   | Spacewatch        |
| 470170 - | 2006 UO197               | 27 settembre 2006 | Mt. Lemmon Survey |
| 470171 - | 2006 UG201               | 21 ottobre 2006   | Spacewatch        |
| 470172 - | 2006 UP219               | 18 settembre 2006 | CSS               |
| 470173 - | 2006 UM237               | 26 settembre 2006 | Mt. Lemmon Survey |
| 470174 - | 2006 UH239               | 13 ottobre 2006   | Spacewatch        |
| 470175 - | 2006 UT241               | 27 ottobre 2006   | Spacewatch        |
| 470176 - | 2006 UR258               | 28 ottobre 2006   | Mt. Lemmon Survey |
| 470177 - | 2006 UH277               | 28 aprile 2004    | Spacewatch        |
| 470178 - | 2006 UC282               | 12 ottobre 2006   | Spacewatch        |
| 470179 - | 2006 UA284               | 26 settembre 2006 | Mt. Lemmon Survey |
| 470180 - | 2006 UH332               | 4 ottobre 2006    | Mt. Lemmon Survey |
| 470181 - | 2006 UX335               | 19 ottobre 2006   | Mt. Lemmon Survey |
| 470182 - | 2006 UC350               | 16 ottobre 2006   | Spacewatch        |
| 470183 - | 2006 UA359               | 20 ottobre 2006   | Spacewatch        |
| 470184 - | 2006 UT359               | 21 ottobre 2006   | Spacewatch        |
| 470185 - | 2006 VT7                 | 10 novembre 2006  | Spacewatch        |
| 470186 - | 2006 VJ12                | 11 novembre 2006  | Mt. Lemmon Survey |
| 470187 - | 2006 VY12                | 13 novembre 2006  | CSS               |
| 470188 - | 2006 VF15                | 21 ottobre 2006   | Spacewatch        |
| 470189 - | 2006 VM16                | 9 novembre 2006   | Spacewatch        |
| 470190 - | 2006 VJ23                | 27 ottobre 2006   | Mt. Lemmon Survey |
| 470191 - | 2006 VB28                | 27 settembre 2006 | Mt. Lemmon Survey |
| 470192 - | 2006 VW32                | 12 ottobre 2006   | Spacewatch        |
| 470193 - | 2006 VF35                | 11 novembre 2006  | Mt. Lemmon Survey |
| 470194 - | 2006 VH42                | 17 ottobre 2006   | Mt. Lemmon Survey |
| 470195 - | 2006 VB44                | 27 settembre 2006 | Mt. Lemmon Survey |
| 470196 - | 2006 VV44                | 2 novembre 2006   | CSS               |
| 470197 - | 2006 VT48                | 20 ottobre 2006   | Mt. Lemmon Survey |
| 470198 - | 2006 VB51                | 10 novembre 2006  | Spacewatch        |
| 470199 - | 2006 VZ54                | 11 novembre 2006  | Spacewatch        |
| 470200 - | 2006 VP55                | 28 settembre 2006 | Mt. Lemmon Survey |

## 470201-470300
| Nome     | Designazione provvisoria | Data di scoperta  | Scopritore           |
| -------- | ------------------------ | ----------------- | -------------------- |
| 470201 - | 2006 VF57                | 11 novembre 2006  | Spacewatch           |
| 470202 - | 2006 VD60                | 27 settembre 2006 | Mt. Lemmon Survey    |
| 470203 - | 2006 VF72                | 17 ottobre 2006   | Mt. Lemmon Survey    |
| 470204 - | 2006 VV78                | 23 ottobre 2006   | Mt. Lemmon Survey    |
| 470205 - | 2006 VZ110               | 13 novembre 2006  | Spacewatch           |
| 470206 - | 2006 VQ112               | 13 novembre 2006  | Spacewatch           |
| 470207 - | 2006 VK119               | 4 ottobre 2006    | Mt. Lemmon Survey    |
| 470208 - | 2006 VJ139               | 28 settembre 2006 | Mt. Lemmon Survey    |
| 470209 - | 2006 VG143               | 14 novembre 2006  | LINEAR               |
| 470210 - | 2006 VW170               | 1º novembre 2006  | Mt. Lemmon Survey    |
| 470211 - | 2006 VE173               | 11 novembre 2006  | Spacewatch           |
| 470212 - | 2006 WM19                | 17 novembre 2006  | Mt. Lemmon Survey    |
| 470213 - | 2006 WH23                | 17 novembre 2006  | Mt. Lemmon Survey    |
| 470214 - | 2006 WF29                | 22 novembre 2006  | Eskridge             |
| 470215 - | 2006 WP29                | 22 novembre 2006  | Siding Spring Survey |
| 470216 - | 2006 WL30                | 31 ottobre 2006   | Spacewatch           |
| 470217 - | 2006 WS31                | 18 ottobre 2006   | Spacewatch           |
| 470218 - | 2006 WJ32                | 16 novembre 2006  | Spacewatch           |
| 470219 - | 2006 WZ39                | 16 novembre 2006  | Spacewatch           |
| 470220 - | 2006 WD49                | 28 settembre 2006 | Mt. Lemmon Survey    |
| 470221 - | 2006 WD85                | 18 novembre 2006  | Spacewatch           |
| 470222 - | 2006 WG88                | 23 ottobre 2006   | Mt. Lemmon Survey    |
| 470223 - | 2006 WV97                | 11 novembre 2006  | Spacewatch           |
| 470224 - | 2006 WA98                | 19 novembre 2006  | Spacewatch           |
| 470225 - | 2006 WM98                | 19 novembre 2006  | Spacewatch           |
| 470226 - | 2006 WO100               | 19 novembre 2006  | LINEAR               |
| 470227 - | 2006 WR100               | 19 novembre 2006  | LINEAR               |
| 470228 - | 2006 WN105               | 28 ottobre 2006   | Mt. Lemmon Survey    |
| 470229 - | 2006 WY108               | 19 novembre 2006  | Spacewatch           |
| 470230 - | 2006 WX119               | 27 settembre 2006 | Mt. Lemmon Survey    |
| 470231 - | 2006 WB129               | 22 novembre 2006  | CSS                  |
| 470232 - | 2006 WM130               | 28 novembre 2006  | LINEAR               |
| 470233 - | 2006 WO156               | 21 ottobre 2006   | Mt. Lemmon Survey    |
| 470234 - | 2006 WF157               | 22 novembre 2006  | CSS                  |
| 470235 - | 2006 WK170               | 11 novembre 2006  | Spacewatch           |
| 470236 - | 2006 WR172               | 23 novembre 2006  | Spacewatch           |
| 470237 - | 2006 WV172               | 11 novembre 2006  | Spacewatch           |
| 470238 - | 2006 WJ192               | 31 ottobre 2006   | Mt. Lemmon Survey    |
| 470239 - | 2006 WE195               | 29 novembre 2006  | LINEAR               |
| 470240 - | 2006 WK202               | 23 novembre 2006  | Spacewatch           |
| 470241 - | 2006 XS5                 | 23 ottobre 2006   | Mt. Lemmon Survey    |
| 470242 - | 2006 XD26                | 1º dicembre 2006  | Mt. Lemmon Survey    |
| 470243 - | 2006 XM37                | 18 novembre 2006  | Mt. Lemmon Survey    |
| 470244 - | 2006 XQ44                | 18 novembre 2006  | Spacewatch           |
| 470245 - | 2006 XZ62                | 15 dicembre 2006  | Mt. Lemmon Survey    |
| 470246 - | 2006 XE63                | 16 novembre 2006  | Spacewatch           |
| 470247 - | 2006 XA71                | 30 agosto 2005    | Spacewatch           |
| 470248 - | 2006 XP71                | 23 ottobre 2006   | Mt. Lemmon Survey    |
| 470249 - | 2006 XX71                | 11 dicembre 2006  | Spacewatch           |
| 470250 - | 2006 XP72                | 12 dicembre 2006  | Spacewatch           |
| 470251 - | 2006 YQ                  | 24 novembre 2006  | Spacewatch           |
| 470252 - | 2006 YJ7                 | 20 dicembre 2006  | NEAT                 |
| 470253 - | 2006 YW30                | 21 dicembre 2006  | Spacewatch           |
| 470254 - | 2006 YW35                | 21 dicembre 2006  | Spacewatch           |
| 470255 - | 2006 YN37                | 1º novembre 2006  | Mt. Lemmon Survey    |
| 470256 - | 2006 YP42                | 23 dicembre 2006  | CSS                  |
| 470257 - | 2006 YQ54                | 26 dicembre 2006  | Spacewatch           |
| 470258 - | 2006 YV55                | 25 dicembre 2006  | CSS                  |
| 470259 - | 2007 AF7                 | 14 dicembre 2006  | Spacewatch           |
| 470260 - | 2007 AX10                | 8 gennaio 2007    | Mt. Lemmon Survey    |
| 470261 - | 2007 AP16                | 10 gennaio 2007   | Mt. Lemmon Survey    |
| 470262 - | 2007 AV30                | 8 gennaio 2007    | Mt. Lemmon Survey    |
| 470263 - | 2007 BJ3                 | 9 gennaio 2007    | Mt. Lemmon Survey    |
| 470264 - | 2007 BL4                 | 26 dicembre 2006  | Spacewatch           |
| 470265 - | 2007 BX7                 | 17 gennaio 2007   | CSS                  |
| 470266 - | 2007 BM23                | 24 gennaio 2007   | Mt. Lemmon Survey    |
| 470267 - | 2007 BJ38                | 24 gennaio 2007   | CSS                  |
| 470268 - | 2007 BR53                | 9 gennaio 2007    | Mt. Lemmon Survey    |
| 470269 - | 2007 BP56                | 16 novembre 2006  | Mt. Lemmon Survey    |
| 470270 - | 2007 BL59                | 16 novembre 2006  | CSS                  |
| 470271 - | 2007 BH61                | 9 gennaio 2007    | Mt. Lemmon Survey    |
| 470272 - | 2007 BX75                | 27 gennaio 2007   | Spacewatch           |
| 470273 - | 2007 BP76                | 17 gennaio 2007   | Spacewatch           |
| 470274 - | 2007 CL38                | 27 gennaio 2007   | Mt. Lemmon Survey    |
| 470275 - | 2007 CC48                | 15 gennaio 2007   | CSS                  |
| 470276 - | 2007 CS52                | 10 febbraio 2007  | CSS                  |
| 470277 - | 2007 CU53                | 15 febbraio 2007  | NEAT                 |
| 470278 - | 2007 DO5                 | 15 novembre 2006  | Mt. Lemmon Survey    |
| 470279 - | 2007 DX11                | 17 gennaio 2007   | CSS                  |
| 470280 - | 2007 DF14                | 8 febbraio 2007   | Spacewatch           |
| 470281 - | 2007 DB45                | 19 febbraio 2007  | Mt. Lemmon Survey    |
| 470282 - | 2007 DN49                | 21 dicembre 2006  | Mt. Lemmon Survey    |
| 470283 - | 2007 DJ86                | 22 febbraio 2007  | CSS                  |
| 470284 - | 2007 ED82                | 11 marzo 2007     | LONEOS               |
| 470285 - | 2007 EB85                | 12 marzo 2007     | CSS                  |
| 470286 - | 2007 EQ87                | 13 marzo 2007     | Mt. Lemmon Survey    |
| 470287 - | 2007 EY91                | 10 marzo 2007     | Spacewatch           |
| 470288 - | 2007 EW134               | 10 marzo 2007     | NEAT                 |
| 470289 - | 2007 EM135               | 10 marzo 2007     | Mt. Lemmon Survey    |
| 470290 - | 2007 EF138               | 27 gennaio 2007   | Mt. Lemmon Survey    |
| 470291 - | 2007 EX151               | 26 febbraio 2007  | Mt. Lemmon Survey    |
| 470292 - | 2007 EZ151               | 12 marzo 2007     | Mt. Lemmon Survey    |
| 470293 - | 2007 EF224               | 15 marzo 2007     | Spacewatch           |
| 470294 - | 2007 FA38                | 25 marzo 2007     | CSS                  |
| 470295 - | 2007 GK                  | 14 marzo 2007     | Spacewatch           |
| 470296 - | 2007 GT9                 | 11 marzo 2007     | CSS                  |
| 470297 - | 2007 GW18                | 11 aprile 2007    | Spacewatch           |
| 470298 - | 2007 GU37                | 15 marzo 2007     | Mt. Lemmon Survey    |
| 470299 - | 2007 GH46                | 14 aprile 2007    | Spacewatch           |
| 470300 - | 2007 GB49                | 14 aprile 2007    | Spacewatch           |

## 470301-470400
| Nome            | Designazione provvisoria | Data di scoperta  | Scopritore                        |
| --------------- | ------------------------ | ----------------- | --------------------------------- |
| 470301 -        | 2007 GU55                | 15 aprile 2007    | Spacewatch                        |
| 470302 -        | 2007 HR37                | 20 aprile 2007    | Spacewatch                        |
| 470303 -        | 2007 HX46                | 20 aprile 2007    | Spacewatch                        |
| 470304 -        | 2007 HW87                | 25 aprile 2007    | Spacewatch                        |
| 470305 -        | 2007 JK                  | 25 aprile 2007    | Mt. Lemmon Survey                 |
| 470306 -        | 2007 JE17                | 7 maggio 2007     | Spacewatch                        |
| 470307 -        | 2007 JB37                | 10 maggio 2007    | LONEOS                            |
| 470308 -        | 2007 JH43                | 10 maggio 2007    | Palomar                           |
| 470309 -        | 2007 JK43                | 10 maggio 2007    | Palomar                           |
| 470310 -        | 2007 LB15                | 13 giugno 2007    | CSS                               |
| 470311 -        | 2007 LF21                | 11 maggio 2007    | Spacewatch                        |
| 470312 -        | 2007 LL31                | 26 aprile 2007    | Mt. Lemmon Survey                 |
| 470313 -        | 2007 MA15                | 16 giugno 2007    | Spacewatch                        |
| 470314 -        | 2007 MU16                | 25 aprile 2007    | Mt. Lemmon Survey                 |
| 470315 -        | 2007 NY4                 | 9 giugno 2007     | Siding Spring Survey              |
| 470316 -        | 2007 OC10                | 22 luglio 2007    | Palomar                           |
| 470317 -        | 2007 PJ21                | 19 luglio 2007    | LINEAR                            |
| 470318 -        | 2007 PM23                | 12 agosto 2007    | LINEAR                            |
| 470319 -        | 2007 PY43                | 13 agosto 2007    | LINEAR                            |
| 470320 -        | 2007 PC46                | 10 agosto 2007    | Spacewatch                        |
| 470321 -        | 2007 PL47                | 10 agosto 2007    | Spacewatch                        |
| 470322 -        | 2007 PC50                | 10 agosto 2007    | Spacewatch                        |
| 470323 -        | 2007 PN50                | 10 agosto 2007    | Spacewatch                        |
| 470324 Debbanci | 2007 QX3                 | 16 agosto 2007    | San Marcello                      |
| 470325 -        | 2007 QK7                 | 21 agosto 2007    | LONEOS                            |
| 470326 -        | 2007 RB5                 | 1º settembre 2007 | Sárneczky, K., Kiss, L.           |
| 470327 -        | 2007 RQ7                 | 5 settembre 2007  | OAM                               |
| 470328 -        | 2007 RP11                | 10 settembre 2007 | Chante-Perdrix                    |
| 470329 -        | 2007 RB13                | 2 settembre 2007  | CSS                               |
| 470330 -        | 2007 RC29                | 4 settembre 2007  | Mt. Lemmon Survey                 |
| 470331 -        | 2007 RD31                | 5 settembre 2007  | CSS                               |
| 470332 -        | 2007 RD33                | 5 settembre 2007  | LONEOS                            |
| 470333 -        | 2007 RP34                | 6 settembre 2007  | LONEOS                            |
| 470334 -        | 2007 RS35                | 5 settembre 2007  | CSS                               |
| 470335 -        | 2007 RV49                | 9 settembre 2007  | Mt. Lemmon Survey                 |
| 470336 -        | 2007 RM50                | 9 settembre 2007  | Spacewatch                        |
| 470337 -        | 2007 RB51                | 9 settembre 2007  | Spacewatch                        |
| 470338 -        | 2007 RN81                | 10 settembre 2007 | Mt. Lemmon Survey                 |
| 470339 -        | 2007 RY97                | 10 settembre 2007 | Spacewatch                        |
| 470340 -        | 2007 RP112               | 11 settembre 2007 | Spacewatch                        |
| 470341 -        | 2007 RB119               | 11 settembre 2007 | PMO NEO Survey Program            |
| 470342 -        | 2007 RM140               | 12 settembre 2007 | LONEOS                            |
| 470343 -        | 2007 RA147               | 21 agosto 2007    | LONEOS                            |
| 470344 -        | 2007 RV162               | 10 settembre 2007 | Spacewatch                        |
| 470345 -        | 2007 RA165               | 10 settembre 2007 | Spacewatch                        |
| 470346 -        | 2007 RA166               | 10 settembre 2007 | Spacewatch                        |
| 470347 -        | 2007 RM169               | 10 settembre 2007 | Spacewatch                        |
| 470348 -        | 2007 RG180               | 11 settembre 2007 | CSS                               |
| 470349 -        | 2007 RA188               | 12 settembre 2007 | LONEOS                            |
| 470350 -        | 2007 RP223               | 8 settembre 2007  | Mt. Lemmon Survey                 |
| 470351 -        | 2007 RX226               | 10 settembre 2007 | Spacewatch                        |
| 470352 -        | 2007 RM265               | 23 agosto 2007    | Spacewatch                        |
| 470353 -        | 2007 RA272               | 15 settembre 2007 | Spacewatch                        |
| 470354 -        | 2007 RF289               | 11 settembre 2007 | Spacewatch                        |
| 470355 -        | 2007 RU299               | 13 settembre 2007 | Mt. Lemmon Survey                 |
| 470356 -        | 2007 RU311               | 4 settembre 2007  | CSS                               |
| 470357 -        | 2007 RW313               | 12 settembre 2007 | CSS                               |
| 470358 -        | 2007 RA326               | 15 settembre 2007 | Mt. Lemmon Survey                 |
| 470359 -        | 2007 SG4                 | 18 settembre 2007 | LINEAR                            |
| 470360 -        | 2007 SL11                | 11 agosto 2007    | LINEAR                            |
| 470361 -        | 2007 SV21                | 19 settembre 2007 | Spacewatch                        |
| 470362 -        | 2007 SL22                | 18 settembre 2007 | Spacewatch                        |
| 470363 -        | 2007 SR23                | 25 settembre 2007 | Mt. Lemmon Survey                 |
| 470364 -        | 2007 TF11                | 9 settembre 2007  | LONEOS                            |
| 470365 -        | 2007 TM53                | 4 ottobre 2007    | Spacewatch                        |
| 470366 -        | 2007 TB57                | 4 ottobre 2007    | Spacewatch                        |
| 470367 -        | 2007 TQ68                | 21 giugno 2007    | Mt. Lemmon Survey                 |
| 470368 -        | 2007 TC69                | 8 ottobre 2007    | Mt. Lemmon Survey                 |
| 470369 -        | 2007 TN88                | 8 ottobre 2007    | Mt. Lemmon Survey                 |
| 470370 -        | 2007 TD111               | 12 settembre 2007 | CSS                               |
| 470371 -        | 2007 TV116               | 9 ottobre 2007    | CSS                               |
| 470372 -        | 2007 TU125               | 15 settembre 2007 | Mt. Lemmon Survey                 |
| 470373 -        | 2007 TO133               | 7 ottobre 2007    | Mt. Lemmon Survey                 |
| 470374 -        | 2007 TL145               | 6 ottobre 2007    | LINEAR                            |
| 470375 -        | 2007 TS166               | 12 ottobre 2007   | LINEAR                            |
| 470376 -        | 2007 TG176               | 5 ottobre 2007    | Spacewatch                        |
| 470377 -        | 2007 TR178               | 7 ottobre 2007    | Mt. Lemmon Survey                 |
| 470378 -        | 2007 TX225               | 8 ottobre 2007    | Spacewatch                        |
| 470379 -        | 2007 TJ238               | 10 ottobre 2007   | Astronomical Research Observatory |
| 470380 -        | 2007 TU258               | 10 ottobre 2007   | Mt. Lemmon Survey                 |
| 470381 -        | 2007 TA290               | 12 ottobre 2007   | CSS                               |
| 470382 -        | 2007 TO300               | 8 ottobre 2007    | Spacewatch                        |
| 470383 -        | 2007 TM313               | 11 ottobre 2007   | Mt. Lemmon Survey                 |
| 470384 -        | 2007 TF318               | 12 ottobre 2007   | Spacewatch                        |
| 470385 -        | 2007 TW322               | 11 ottobre 2007   | Spacewatch                        |
| 470386 -        | 2007 TD328               | 11 ottobre 2007   | Spacewatch                        |
| 470387 -        | 2007 TO332               | 11 ottobre 2007   | Spacewatch                        |
| 470388 -        | 2007 TP333               | 11 ottobre 2007   | Spacewatch                        |
| 470389 -        | 2007 TU346               | 13 ottobre 2007   | Mt. Lemmon Survey                 |
| 470390 -        | 2007 TX377               | 12 ottobre 2007   | CSS                               |
| 470391 -        | 2007 TW380               | 14 ottobre 2007   | Spacewatch                        |
| 470392 -        | 2007 TV389               | 15 settembre 2007 | CSS                               |
| 470393 -        | 2007 TT390               | 8 ottobre 2007    | Mt. Lemmon Survey                 |
| 470394 -        | 2007 TB399               | 15 ottobre 2007   | Spacewatch                        |
| 470395 -        | 2007 TK420               | 9 ottobre 2007    | CSS                               |
| 470396 -        | 2007 TY437               | 12 ottobre 2007   | Mt. Lemmon Survey                 |
| 470397 -        | 2007 TD447               | 10 ottobre 2007   | Mt. Lemmon Survey                 |
| 470398 -        | 2007 UN20                | 9 ottobre 2007    | Spacewatch                        |
| 470399 -        | 2007 UG24                | 8 ottobre 2007    | Mt. Lemmon Survey                 |
| 470400 -        | 2007 UY34                | 19 ottobre 2007   | Spacewatch                        |

## 470401-470500
| Nome     | Designazione provvisoria | Data di scoperta  | Scopritore                        |
| -------- | ------------------------ | ----------------- | --------------------------------- |
| 470401 - | 2007 UD41                | 16 ottobre 2007   | Spacewatch                        |
| 470402 - | 2007 UJ47                | 17 ottobre 2007   | Mt. Lemmon Survey                 |
| 470403 - | 2007 UV71                | 30 ottobre 2007   | Mt. Lemmon Survey                 |
| 470404 - | 2007 UD79                | 10 ottobre 2007   | Spacewatch                        |
| 470405 - | 2007 UT81                | 30 ottobre 2007   | Spacewatch                        |
| 470406 - | 2007 UN91                | 17 ottobre 2007   | Mt. Lemmon Survey                 |
| 470407 - | 2007 UZ96                | 30 ottobre 2007   | Spacewatch                        |
| 470408 - | 2007 UH101               | 30 ottobre 2007   | Spacewatch                        |
| 470409 - | 2007 UK101               | 16 ottobre 2007   | Mt. Lemmon Survey                 |
| 470410 - | 2007 UT127               | 19 ottobre 2007   | LONEOS                            |
| 470411 - | 2007 UH133               | 30 ottobre 2007   | Spacewatch                        |
| 470412 - | 2007 UR137               | 17 ottobre 2007   | Mt. Lemmon Survey                 |
| 470413 - | 2007 VG24                | 15 settembre 2007 | Mt. Lemmon Survey                 |
| 470414 - | 2007 VS32                | 11 ottobre 2007   | Spacewatch                        |
| 470415 - | 2007 VJ54                | 1º novembre 2007  | Spacewatch                        |
| 470416 - | 2007 VA91                | 2 novembre 2007   | CSS                               |
| 470417 - | 2007 VM92                | 2 novembre 2007   | LINEAR                            |
| 470418 - | 2007 VK95                | 8 ottobre 2007    | CSS                               |
| 470419 - | 2007 VJ152               | 16 ottobre 2007   | Mt. Lemmon Survey                 |
| 470420 - | 2007 VO162               | 29 agosto 2006    | Spacewatch                        |
| 470421 - | 2007 VK169               | 5 novembre 2007   | Spacewatch                        |
| 470422 - | 2007 VP173               | 2 novembre 2007   | CSS                               |
| 470423 - | 2007 VN185               | 7 novembre 2007   | Astronomical Research Observatory |
| 470424 - | 2007 VN212               | 10 settembre 2007 | Mt. Lemmon Survey                 |
| 470425 - | 2007 VX240               | 21 settembre 2007 | PMO NEO Survey Program            |
| 470426 - | 2007 VN242               | 12 ottobre 2007   | LONEOS                            |
| 470427 - | 2007 VP242               | 9 ottobre 2007    | CSS                               |
| 470428 - | 2007 VW258               | 12 ottobre 2007   | Mt. Lemmon Survey                 |
| 470429 - | 2007 VU272               | 10 ottobre 2007   | Mt. Lemmon Survey                 |
| 470430 - | 2007 VH295               | 31 ottobre 2007   | Mt. Lemmon Survey                 |
| 470431 - | 2007 VY320               | 2 novembre 2007   | CSS                               |
| 470432 - | 2007 VC322               | 9 novembre 2007   | CSS                               |
| 470433 - | 2007 VY324               | 8 novembre 2007   | Spacewatch                        |
| 470434 - | 2007 VT329               | 2 novembre 2007   | LINEAR                            |
| 470435 - | 2007 VV332               | 8 novembre 2007   | Mt. Lemmon Survey                 |
| 470436 - | 2007 VU333               | 11 novembre 2007  | Mt. Lemmon Survey                 |
| 470437 - | 2007 WG13                | 18 novembre 2007  | Mt. Lemmon Survey                 |
| 470438 - | 2007 WA22                | 17 novembre 2007  | Spacewatch                        |
| 470439 - | 2007 WF29                | 2 novembre 2007   | Spacewatch                        |
| 470440 - | 2007 WY45                | 22 agosto 2007    | Spacewatch                        |
| 470441 - | 2007 XE29                | 10 ottobre 2007   | Spacewatch                        |
| 470442 - | 2007 XJ44                | 15 dicembre 2007  | Spacewatch                        |
| 470443 - | 2007 XV50                | 13 dicembre 2007  | Palomar                           |
| 470444 - | 2007 YD11                | 17 dicembre 2007  | Spacewatch                        |
| 470445 - | 2007 YF16                | 5 dicembre 2007   | Spacewatch                        |
| 470446 - | 2007 YA21                | 16 dicembre 2007  | Mt. Lemmon Survey                 |
| 470447 - | 2007 YP21                | 16 dicembre 2007  | Spacewatch                        |
| 470448 - | 2007 YA25                | 18 dicembre 2007  | CSS                               |
| 470449 - | 2007 YY32                | 18 dicembre 2007  | Spacewatch                        |
| 470450 - | 2007 YM36                | 11 novembre 2007  | Mt. Lemmon Survey                 |
| 470451 - | 2007 YQ36                | 17 dicembre 2007  | Spacewatch                        |
| 470452 - | 2007 YP38                | 30 dicembre 2007  | Mt. Lemmon Survey                 |
| 470453 - | 2007 YA39                | 17 dicembre 2007  | Spacewatch                        |
| 470454 - | 2007 YX47                | 1º novembre 2007  | Spacewatch                        |
| 470455 - | 2007 YE58                | 13 novembre 2007  | Mt. Lemmon Survey                 |
| 470456 - | 2007 YA63                | 30 dicembre 2007  | Mt. Lemmon Survey                 |
| 470457 - | 2007 YH67                | 16 dicembre 2007  | Mt. Lemmon Survey                 |
| 470458 - | 2007 YV68                | 16 dicembre 2007  | Mt. Lemmon Survey                 |
| 470459 - | 2007 YU74                | 31 dicembre 2007  | Mt. Lemmon Survey                 |
| 470460 - | 2008 AJ3                 | 19 dicembre 2007  | Spacewatch                        |
| 470461 - | 2008 AN15                | 30 dicembre 2007  | Spacewatch                        |
| 470462 - | 2008 AT26                | 10 gennaio 2008   | Spacewatch                        |
| 470463 - | 2008 AZ26                | 30 dicembre 2007  | Mt. Lemmon Survey                 |
| 470464 - | 2008 AZ35                | 10 gennaio 2008   | Spacewatch                        |
| 470465 - | 2008 AV48                | 11 gennaio 2008   | Spacewatch                        |
| 470466 - | 2008 AL56                | 11 gennaio 2008   | Spacewatch                        |
| 470467 - | 2008 AE67                | 16 settembre 2006 | CSS                               |
| 470468 - | 2008 AN68                | 11 gennaio 2008   | Mt. Lemmon Survey                 |
| 470469 - | 2008 AJ72                | 14 gennaio 2008   | Spacewatch                        |
| 470470 - | 2008 AC73                | 11 novembre 2007  | Mt. Lemmon Survey                 |
| 470471 - | 2008 AP79                | 31 dicembre 2007  | Mt. Lemmon Survey                 |
| 470472 - | 2008 AY88                | 14 dicembre 2007  | Mt. Lemmon Survey                 |
| 470473 - | 2008 AB97                | 1º gennaio 2008   | Spacewatch                        |
| 470474 - | 2008 AD101               | 14 gennaio 2008   | Spacewatch                        |
| 470475 - | 2008 AB103               | 15 gennaio 2008   | Mt. Lemmon Survey                 |
| 470476 - | 2008 AS110               | 30 dicembre 2007  | Mt. Lemmon Survey                 |
| 470477 - | 2008 AS115               | 11 gennaio 2008   | Spacewatch                        |
| 470478 - | 2008 AE129               | 13 gennaio 2008   | Spacewatch                        |
| 470479 - | 2008 AM134               | 1º gennaio 2008   | Spacewatch                        |
| 470480 - | 2008 AM135               | 11 gennaio 2008   | LINEAR                            |
| 470481 - | 2008 BN4                 | 16 gennaio 2008   | Spacewatch                        |
| 470482 - | 2008 BZ7                 | 16 gennaio 2008   | Spacewatch                        |
| 470483 - | 2008 BE13                | 19 gennaio 2008   | Mt. Lemmon Survey                 |
| 470484 - | 2008 BM19                | 5 dicembre 2007   | Spacewatch                        |
| 470485 - | 2008 BA21                | 30 gennaio 2008   | Mt. Lemmon Survey                 |
| 470486 - | 2008 BV26                | 30 dicembre 2007  | Spacewatch                        |
| 470487 - | 2008 BG27                | 14 gennaio 2008   | Spacewatch                        |
| 470488 - | 2008 BC44                | 18 novembre 2007  | Mt. Lemmon Survey                 |
| 470489 - | 2008 BD45                | 21 novembre 2007  | Mt. Lemmon Survey                 |
| 470490 - | 2008 BE50                | 18 gennaio 2008   | Spacewatch                        |
| 470491 - | 2008 BG50                | 19 gennaio 2008   | Spacewatch                        |
| 470492 - | 2008 BZ52                | 18 gennaio 2008   | Mt. Lemmon Survey                 |
| 470493 - | 2008 BJ53                | 19 gennaio 2008   | Mt. Lemmon Survey                 |
| 470494 - | 2008 CC26                | 2 febbraio 2008   | Spacewatch                        |
| 470495 - | 2008 CF33                | 2 febbraio 2008   | Spacewatch                        |
| 470496 - | 2008 CS34                | 2 febbraio 2008   | Spacewatch                        |
| 470497 - | 2008 CS37                | 11 gennaio 2008   | Mt. Lemmon Survey                 |
| 470498 - | 2008 CS55                | 7 febbraio 2008   | Spacewatch                        |
| 470499 - | 2008 CV58                | 15 gennaio 2008   | Mt. Lemmon Survey                 |
| 470500 - | 2008 CF61                | 7 febbraio 2008   | Mt. Lemmon Survey                 |

## 470501-470600
| Nome            | Designazione provvisoria | Data di scoperta | Scopritore           |
| --------------- | ------------------------ | ---------------- | -------------------- |
| 470501 -        | 2008 CS64                | 8 febbraio 2008  | Mt. Lemmon Survey    |
| 470502 -        | 2008 CU68                | 19 gennaio 2008  | Mt. Lemmon Survey    |
| 470503 -        | 2008 CX71                | 12 gennaio 2008  | CSS                  |
| 470504 -        | 2008 CZ89                | 8 febbraio 2008  | Spacewatch           |
| 470505 -        | 2008 CL90                | 13 gennaio 2008  | Spacewatch           |
| 470506 -        | 2008 CS94                | 8 febbraio 2008  | Mt. Lemmon Survey    |
| 470507 -        | 2008 CW94                | 8 febbraio 2008  | Mt. Lemmon Survey    |
| 470508 -        | 2008 CE99                | 15 dicembre 2007 | Spacewatch           |
| 470509 -        | 2008 CL101               | 9 febbraio 2008  | Spacewatch           |
| 470510 -        | 2008 CJ116               | 10 febbraio 2008 | Spacewatch           |
| 470511 -        | 2008 CJ125               | 4 dicembre 2007  | Spacewatch           |
| 470512 -        | 2008 CS128               | 8 febbraio 2008  | Spacewatch           |
| 470513 -        | 2008 CV129               | 8 febbraio 2008  | Spacewatch           |
| 470514 -        | 2008 CK132               | 8 febbraio 2008  | Spacewatch           |
| 470515 -        | 2008 CX134               | 8 febbraio 2008  | Spacewatch           |
| 470516 -        | 2008 CQ138               | 8 febbraio 2008  | Spacewatch           |
| 470517 -        | 2008 CE146               | 9 febbraio 2008  | Spacewatch           |
| 470518 -        | 2008 CR148               | 16 gennaio 2008  | Spacewatch           |
| 470519 -        | 2008 CU151               | 2 febbraio 2008  | Spacewatch           |
| 470520 -        | 2008 CM154               | 17 novembre 2006 | Mt. Lemmon Survey    |
| 470521 -        | 2008 CC161               | 9 febbraio 2008  | Spacewatch           |
| 470522 -        | 2008 CM187               | 17 dicembre 2001 | LINEAR               |
| 470523 -        | 2008 CS190               | 11 febbraio 2008 | Palomar              |
| 470524 -        | 2008 CW193               | 8 febbraio 2008  | Mt. Lemmon Survey    |
| 470525 -        | 2008 CQ198               | 12 febbraio 2008 | Spacewatch           |
| 470526 -        | 2008 CN205               | 2 febbraio 2008  | Spacewatch           |
| 470527 -        | 2008 CT210               | 2 febbraio 2008  | Spacewatch           |
| 470528 -        | 2008 CQ212               | 8 febbraio 2008  | Mt. Lemmon Survey    |
| 470529 -        | 2008 CQ215               | 13 febbraio 2008 | Mt. Lemmon Survey    |
| 470530 -        | 2008 DC7                 | 24 febbraio 2008 | Spacewatch           |
| 470531 -        | 2008 DE7                 | 11 gennaio 2008  | Spacewatch           |
| 470532 -        | 2008 DU20                | 3 febbraio 2008  | CSS                  |
| 470533 -        | 2008 DF23                | 11 gennaio 2008  | CSS                  |
| 470534 -        | 2008 DV27                | 14 gennaio 2008  | Spacewatch           |
| 470535 -        | 2008 DY30                | 27 febbraio 2008 | Spacewatch           |
| 470536 -        | 2008 DM34                | 27 febbraio 2008 | Spacewatch           |
| 470537 -        | 2008 DO39                | 27 febbraio 2008 | Mt. Lemmon Survey    |
| 470538 -        | 2008 DT48                | 10 febbraio 2008 | CSS                  |
| 470539 -        | 2008 DP54                | 27 febbraio 2008 | CSS                  |
| 470540 -        | 2008 DH55                | 26 febbraio 2008 | Spacewatch           |
| 470541 -        | 2008 EP10                | 24 novembre 2003 | Spacewatch           |
| 470542 -        | 2008 EZ16                | 1º marzo 2008    | Spacewatch           |
| 470543 -        | 2008 EG40                | 4 marzo 2008     | Spacewatch           |
| 470544 -        | 2008 EU41                | 9 febbraio 2008  | Mt. Lemmon Survey    |
| 470545 -        | 2008 EW75                | 19 novembre 2006 | CSS                  |
| 470546 -        | 2008 EY77                | 7 marzo 2008     | Spacewatch           |
| 470547 -        | 2008 EG84                | 10 marzo 2008    | Nyukasa              |
| 470548 -        | 2008 EC87                | 20 dicembre 2007 | Mt. Lemmon Survey    |
| 470549 -        | 2008 EW108               | 13 febbraio 2008 | Spacewatch           |
| 470550 -        | 2008 EV109               | 7 marzo 2008     | Mt. Lemmon Survey    |
| 470551 -        | 2008 EZ139               | 26 febbraio 2008 | Mt. Lemmon Survey    |
| 470552 -        | 2008 EA165               | 1º marzo 2008    | Spacewatch           |
| 470553 -        | 2008 EB165               | 1º marzo 2008    | Spacewatch           |
| 470554 -        | 2008 FC2                 | 25 marzo 2008    | Spacewatch           |
| 470555 -        | 2008 FO10                | 8 febbraio 2008  | Spacewatch           |
| 470556 -        | 2008 FV11                | 8 febbraio 2008  | Spacewatch           |
| 470557 -        | 2008 FF23                | 10 marzo 2008    | Mt. Lemmon Survey    |
| 470558 -        | 2008 FN44                | 28 marzo 2008    | Mt. Lemmon Survey    |
| 470559 -        | 2008 FZ54                | 28 marzo 2008    | Mt. Lemmon Survey    |
| 470560 -        | 2008 FC67                | 28 marzo 2008    | Spacewatch           |
| 470561 -        | 2008 FT105               | 31 marzo 2008    | Spacewatch           |
| 470562 -        | 2008 FH106               | 10 marzo 2008    | Spacewatch           |
| 470563 -        | 2008 FR130               | 30 marzo 2008    | Spacewatch           |
| 470564 -        | 2008 GC8                 | 5 marzo 2008     | Mt. Lemmon Survey    |
| 470565 -        | 2008 GX16                | 3 aprile 2008    | Spacewatch           |
| 470566 -        | 2008 GZ61                | 5 aprile 2008    | Mt. Lemmon Survey    |
| 470567 -        | 2008 GQ67                | 6 aprile 2008    | Spacewatch           |
| 470568 -        | 2008 GC96                | 8 aprile 2008    | Spacewatch           |
| 470569 -        | 2008 GF103               | 4 marzo 2008     | Spacewatch           |
| 470570 -        | 2008 GB119               | 11 aprile 2008   | Spacewatch           |
| 470571 -        | 2008 GM128               | 30 marzo 2008    | CSS                  |
| 470572 -        | 2008 GR128               | 6 marzo 2008     | CSS                  |
| 470573 -        | 2008 GU130               | 6 aprile 2008    | Spacewatch           |
| 470574 -        | 2008 GD146               | 14 aprile 2008   | Mt. Lemmon Survey    |
| 470575 -        | 2008 GH146               | 15 aprile 2008   | Spacewatch           |
| 470576 -        | 2008 HM5                 | 30 agosto 2005   | Spacewatch           |
| 470577 -        | 2008 HW17                | 15 aprile 2008   | Mt. Lemmon Survey    |
| 470578 -        | 2008 HD28                | 11 aprile 2008   | Mt. Lemmon Survey    |
| 470579 -        | 2008 HF33                | 29 aprile 2008   | Spacewatch           |
| 470580 -        | 2008 HZ34                | 27 aprile 2008   | Spacewatch           |
| 470581 -        | 2008 HC55                | 29 aprile 2008   | Spacewatch           |
| 470582 -        | 2008 JP3                 | 12 marzo 2008    | Mt. Lemmon Survey    |
| 470583 -        | 2008 JJ11                | 3 maggio 2008    | Spacewatch           |
| 470584 -        | 2008 JG13                | 29 febbraio 2008 | Mt. Lemmon Survey    |
| 470585 -        | 2008 JQ14                | 5 maggio 2008    | CSS                  |
| 470586 -        | 2008 JP23                | 29 aprile 2008   | Spacewatch           |
| 470587 -        | 2008 JJ25                | 6 maggio 2008    | Spacewatch           |
| 470588 -        | 2008 JH33                | 14 aprile 2008   | Mt. Lemmon Survey    |
| 470589 -        | 2008 JO36                | 4 maggio 2008    | Spacewatch           |
| 470590 -        | 2008 KC8                 | 27 maggio 2008   | Spacewatch           |
| 470591 -        | 2008 KW26                | 13 maggio 2008   | Mt. Lemmon Survey    |
| 470592 -        | 2008 KN37                | 30 maggio 2008   | Spacewatch           |
| 470593 -        | 2008 LP17                | 6 giugno 2008    | Palomar              |
| 470594 -        | 2008 MN1                 | 29 giugno 2008   | Siding Spring Survey |
| 470595 -        | 2008 NM3                 | 13 luglio 2008   | Hug, G.              |
| 470596 -        | 2008 NW4                 | 7 luglio 2008    | Palomar              |
| 470597 -        | 2008 OW2                 | 28 luglio 2008   | Mt. Lemmon Survey    |
| 470598 -        | 2008 OR13                | 31 luglio 2008   | Bickel, W.           |
| 470599 -        | 2008 OG19                | 30 luglio 2008   | Palomar              |
| 470600 Calogero | 2008 PA7                 | 6 agosto 2008    | Ory, M.              |

## 470601-470700
| Nome     | Designazione provvisoria | Data di scoperta  | Scopritore                        |
| -------- | ------------------------ | ----------------- | --------------------------------- |
| 470601 - | 2008 QB15                | 26 agosto 2008    | Kugel, F.                         |
| 470602 - | 2008 QM16                | 24 agosto 2008    | Lacruz, J.                        |
| 470603 - | 2008 QF23                | 26 agosto 2008    | LINEAR                            |
| 470604 - | 2008 QB38                | 23 agosto 2008    | Spacewatch                        |
| 470605 - | 2008 QF43                | 28 agosto 2008    | OAM                               |
| 470606 - | 2008 QU45                | 16 febbraio 2007  | Mt. Lemmon Survey                 |
| 470607 - | 2008 RG8                 | 3 settembre 2008  | Spacewatch                        |
| 470608 - | 2008 RB28                | 1º settembre 2008 | OAM                               |
| 470609 - | 2008 RO47                | 22 agosto 2004    | Spacewatch                        |
| 470610 - | 2008 RQ52                | 3 settembre 2008  | Spacewatch                        |
| 470611 - | 2008 RL64                | 4 settembre 2008  | Spacewatch                        |
| 470612 - | 2008 RQ99                | 2 settembre 2008  | Spacewatch                        |
| 470613 - | 2008 RH100               | 2 settembre 2008  | Spacewatch                        |
| 470614 - | 2008 RW107               | 9 settembre 2008  | CSS                               |
| 470615 - | 2008 RW109               | 3 settembre 2008  | Spacewatch                        |
| 470616 - | 2008 RT115               | 7 settembre 2008  | Mt. Lemmon Survey                 |
| 470617 - | 2008 RJ118               | 9 settembre 2008  | Mt. Lemmon Survey                 |
| 470618 - | 2008 RJ120               | 9 settembre 2008  | CSS                               |
| 470619 - | 2008 RE128               | 7 settembre 2008  | Mt. Lemmon Survey                 |
| 470620 - | 2008 RW129               | 9 settembre 2008  | Mt. Lemmon Survey                 |
| 470621 - | 2008 RK130               | 9 settembre 2008  | Mt. Lemmon Survey                 |
| 470622 - | 2008 RC132               | 6 settembre 2008  | CSS                               |
| 470623 - | 2008 RT145               | 7 settembre 2008  | Mt. Lemmon Survey                 |
| 470624 - | 2008 SF27                | 19 settembre 2008 | Spacewatch                        |
| 470625 - | 2008 SL29                | 4 settembre 2008  | Spacewatch                        |
| 470626 - | 2008 SP30                | 5 settembre 2008  | Spacewatch                        |
| 470627 - | 2008 SD32                | 20 settembre 2008 | Spacewatch                        |
| 470628 - | 2008 SH32                | 20 settembre 2008 | Spacewatch                        |
| 470629 - | 2008 SH39                | 20 settembre 2008 | Spacewatch                        |
| 470630 - | 2008 SM42                | 20 settembre 2008 | Spacewatch                        |
| 470631 - | 2008 SZ46                | 20 settembre 2008 | Spacewatch                        |
| 470632 - | 2008 SS47                | 2 settembre 2008  | Spacewatch                        |
| 470633 - | 2008 SH55                | 20 settembre 2008 | Mt. Lemmon Survey                 |
| 470634 - | 2008 SK57                | 20 settembre 2008 | Mt. Lemmon Survey                 |
| 470635 - | 2008 SC70                | 22 settembre 2008 | Spacewatch                        |
| 470636 - | 2008 SM74                | 23 settembre 2008 | CSS                               |
| 470637 - | 2008 ST81                | 9 settembre 2008  | CSS                               |
| 470638 - | 2008 SA86                | 20 settembre 2008 | Spacewatch                        |
| 470639 - | 2008 SF100               | 21 settembre 2008 | Spacewatch                        |
| 470640 - | 2008 SJ101               | 21 settembre 2008 | Spacewatch                        |
| 470641 - | 2008 SP102               | 21 settembre 2008 | Mt. Lemmon Survey                 |
| 470642 - | 2008 SK103               | 21 settembre 2008 | Mt. Lemmon Survey                 |
| 470643 - | 2008 SC109               | 22 settembre 2008 | Mt. Lemmon Survey                 |
| 470644 - | 2008 SJ110               | 22 settembre 2008 | Spacewatch                        |
| 470645 - | 2008 SZ114               | 22 settembre 2008 | Spacewatch                        |
| 470646 - | 2008 SB117               | 22 settembre 2008 | Mt. Lemmon Survey                 |
| 470647 - | 2008 SY117               | 22 settembre 2008 | Mt. Lemmon Survey                 |
| 470648 - | 2008 SC118               | 22 settembre 2008 | Mt. Lemmon Survey                 |
| 470649 - | 2008 SS118               | 22 settembre 2008 | Mt. Lemmon Survey                 |
| 470650 - | 2008 SM124               | 22 settembre 2008 | Mt. Lemmon Survey                 |
| 470651 - | 2008 SD128               | 22 settembre 2008 | Spacewatch                        |
| 470652 - | 2008 SU129               | 22 settembre 2008 | Spacewatch                        |
| 470653 - | 2008 SM130               | 22 settembre 2008 | Spacewatch                        |
| 470654 - | 2008 SD131               | 22 settembre 2008 | Spacewatch                        |
| 470655 - | 2008 SQ139               | 29 luglio 2008    | Spacewatch                        |
| 470656 - | 2008 SV140               | 24 settembre 2008 | Mt. Lemmon Survey                 |
| 470657 - | 2008 SC150               | 29 settembre 2008 | Kugel, F.                         |
| 470658 - | 2008 SJ160               | 9 settembre 2008  | Mt. Lemmon Survey                 |
| 470659 - | 2008 SM165               | 24 agosto 2008    | Spacewatch                        |
| 470660 - | 2008 SR167               | 23 settembre 2008 | Spacewatch                        |
| 470661 - | 2008 SD173               | 22 settembre 2008 | Mt. Lemmon Survey                 |
| 470662 - | 2008 SD175               | 23 settembre 2008 | Spacewatch                        |
| 470663 - | 2008 SY175               | 23 settembre 2008 | Spacewatch                        |
| 470664 - | 2008 SW181               | 24 settembre 2008 | Mt. Lemmon Survey                 |
| 470665 - | 2008 SH190               | 25 settembre 2008 | Spacewatch                        |
| 470666 - | 2008 SG192               | 25 settembre 2008 | Spacewatch                        |
| 470667 - | 2008 SW194               | 25 settembre 2008 | Spacewatch                        |
| 470668 - | 2008 SB195               | 25 settembre 2008 | Spacewatch                        |
| 470669 - | 2008 SL199               | 26 settembre 2008 | Spacewatch                        |
| 470670 - | 2008 SP200               | 26 settembre 2008 | Spacewatch                        |
| 470671 - | 2008 SL203               | 26 settembre 2008 | Spacewatch                        |
| 470672 - | 2008 SX205               | 26 settembre 2008 | Spacewatch                        |
| 470673 - | 2008 SM209               | 28 settembre 2008 | Astronomical Research Observatory |
| 470674 - | 2008 SV220               | 9 settembre 2008  | Mt. Lemmon Survey                 |
| 470675 - | 2008 SB234               | 28 settembre 2008 | Mt. Lemmon Survey                 |
| 470676 - | 2008 SQ235               | 28 settembre 2008 | CSS                               |
| 470677 - | 2008 SD246               | 30 settembre 2008 | CSS                               |
| 470678 - | 2008 SS251               | 26 settembre 2008 | Spacewatch                        |
| 470679 - | 2008 SE267               | 22 settembre 2008 | Mt. Lemmon Survey                 |
| 470680 - | 2008 SB268               | 23 settembre 2008 | Spacewatch                        |
| 470681 - | 2008 SQ270               | 24 settembre 2008 | Spacewatch                        |
| 470682 - | 2008 ST276               | 24 settembre 2008 | Spacewatch                        |
| 470683 - | 2008 SK284               | 24 settembre 2008 | Spacewatch                        |
| 470684 - | 2008 SD286               | 22 settembre 2008 | Spacewatch                        |
| 470685 - | 2008 ST287               | 23 settembre 2008 | Spacewatch                        |
| 470686 - | 2008 SA288               | 23 settembre 2008 | Mt. Lemmon Survey                 |
| 470687 - | 2008 SA290               | 28 settembre 2008 | Mt. Lemmon Survey                 |
| 470688 - | 2008 ST297               | 22 settembre 2008 | CSS                               |
| 470689 - | 2008 TS17                | 22 settembre 2008 | Mt. Lemmon Survey                 |
| 470690 - | 2008 TW18                | 1º ottobre 2008   | Mt. Lemmon Survey                 |
| 470691 - | 2008 TC27                | 9 ottobre 2008    | Mt. Lemmon Survey                 |
| 470692 - | 2008 TC32                | 22 settembre 2008 | Spacewatch                        |
| 470693 - | 2008 TE40                | 1º ottobre 2008   | Mt. Lemmon Survey                 |
| 470694 - | 2008 TN46                | 1º ottobre 2008   | Spacewatch                        |
| 470695 - | 2008 TR55                | 9 settembre 2008  | Mt. Lemmon Survey                 |
| 470696 - | 2008 TY57                | 2 ottobre 2008    | Spacewatch                        |
| 470697 - | 2008 TS61                | 22 settembre 2008 | Mt. Lemmon Survey                 |
| 470698 - | 2008 TZ61                | 19 novembre 2004  | LONEOS                            |
| 470699 - | 2008 TZ62                | 2 ottobre 2008    | Spacewatch                        |
| 470700 - | 2008 TZ64                | 2 ottobre 2008    | CSS                               |

## 470701-470800
| Nome     | Designazione provvisoria | Data di scoperta  | Scopritore        |
| -------- | ------------------------ | ----------------- | ----------------- |
| 470701 - | 2008 TM65                | 22 settembre 2008 | Spacewatch        |
| 470702 - | 2008 TN79                | 2 ottobre 2008    | Spacewatch        |
| 470703 - | 2008 TC92                | 21 settembre 2008 | Mt. Lemmon Survey |
| 470704 - | 2008 TG112               | 6 ottobre 2008    | CSS               |
| 470705 - | 2008 TK124               | 23 settembre 2008 | Spacewatch        |
| 470706 - | 2008 TO137               | 8 ottobre 2008    | Spacewatch        |
| 470707 - | 2008 TU138               | 23 settembre 2008 | Spacewatch        |
| 470708 - | 2008 TM157               | 22 settembre 2008 | Spacewatch        |
| 470709 - | 2008 TU164               | 2 ottobre 2008    | Spacewatch        |
| 470710 - | 2008 TQ170               | 9 ottobre 2008    | CSS               |
| 470711 - | 2008 TJ173               | 2 ottobre 2008    | Mt. Lemmon Survey |
| 470712 - | 2008 TC177               | 9 ottobre 2008    | CSS               |
| 470713 - | 2008 TA189               | 10 ottobre 2008   | Mt. Lemmon Survey |
| 470714 - | 2008 TX189               | 4 ottobre 2008    | Mt. Lemmon Survey |
| 470715 - | 2008 UE2                 | 22 ottobre 2008   | Tozzi, F.         |
| 470716 - | 2008 UX2                 | 30 settembre 2008 | Mt. Lemmon Survey |
| 470717 - | 2008 UE3                 | 29 settembre 2008 | CSS               |
| 470718 - | 2008 UZ9                 | 17 ottobre 2008   | Spacewatch        |
| 470719 - | 2008 UZ17                | 18 ottobre 2008   | Spacewatch        |
| 470720 - | 2008 UH34                | 6 ottobre 2008    | Mt. Lemmon Survey |
| 470721 - | 2008 UT36                | 20 ottobre 2008   | Spacewatch        |
| 470722 - | 2008 UK37                | 20 ottobre 2008   | Spacewatch        |
| 470723 - | 2008 UD39                | 20 ottobre 2008   | Spacewatch        |
| 470724 - | 2008 UF39                | 20 ottobre 2008   | Spacewatch        |
| 470725 - | 2008 UB43                | 6 ottobre 2008    | Mt. Lemmon Survey |
| 470726 - | 2008 UK47                | 20 ottobre 2008   | Spacewatch        |
| 470727 - | 2008 UQ55                | 21 ottobre 2008   | Spacewatch        |
| 470728 - | 2008 UR65                | 21 ottobre 2008   | Spacewatch        |
| 470729 - | 2008 UM66                | 21 ottobre 2008   | Spacewatch        |
| 470730 - | 2008 UC67                | 21 ottobre 2008   | Spacewatch        |
| 470731 - | 2008 UN70                | 21 ottobre 2008   | Spacewatch        |
| 470732 - | 2008 UK73                | 21 ottobre 2008   | Spacewatch        |
| 470733 - | 2008 UU76                | 24 settembre 2008 | Mt. Lemmon Survey |
| 470734 - | 2008 UD78                | 28 settembre 2008 | Mt. Lemmon Survey |
| 470735 - | 2008 UA79                | 22 ottobre 2008   | Spacewatch        |
| 470736 - | 2008 UA93                | 8 ottobre 2008    | CSS               |
| 470737 - | 2008 UA98                | 23 settembre 2008 | Mt. Lemmon Survey |
| 470738 - | 2008 UV108               | 9 settembre 2008  | Mt. Lemmon Survey |
| 470739 - | 2008 UC109               | 21 ottobre 2008   | Mt. Lemmon Survey |
| 470740 - | 2008 UL110               | 1º ottobre 2008   | Mt. Lemmon Survey |
| 470741 - | 2008 UP113               | 6 settembre 2008  | Mt. Lemmon Survey |
| 470742 - | 2008 UJ117               | 22 ottobre 2008   | Spacewatch        |
| 470743 - | 2008 UK120               | 22 ottobre 2008   | Spacewatch        |
| 470744 - | 2008 UN120               | 23 settembre 2008 | CSS               |
| 470745 - | 2008 UB124               | 25 settembre 2008 | Spacewatch        |
| 470746 - | 2008 UH127               | 22 ottobre 2008   | Spacewatch        |
| 470747 - | 2008 UW128               | 7 settembre 2008  | Mt. Lemmon Survey |
| 470748 - | 2008 UM129               | 23 ottobre 2008   | Spacewatch        |
| 470749 - | 2008 UP131               | 23 ottobre 2008   | Spacewatch        |
| 470750 - | 2008 UX131               | 23 ottobre 2008   | Spacewatch        |
| 470751 - | 2008 UB140               | 25 settembre 2008 | Mt. Lemmon Survey |
| 470752 - | 2008 UK141               | 23 ottobre 2008   | Spacewatch        |
| 470753 - | 2008 UN143               | 6 settembre 2008  | Mt. Lemmon Survey |
| 470754 - | 2008 UK147               | 23 ottobre 2008   | Spacewatch        |
| 470755 - | 2008 UF152               | 23 settembre 2008 | Spacewatch        |
| 470756 - | 2008 UZ157               | 24 settembre 2008 | Mt. Lemmon Survey |
| 470757 - | 2008 UD164               | 9 ottobre 2008    | Spacewatch        |
| 470758 - | 2008 UC168               | 24 ottobre 2008   | Spacewatch        |
| 470759 - | 2008 UE169               | 6 settembre 2008  | Mt. Lemmon Survey |
| 470760 - | 2008 UL169               | 24 ottobre 2008   | Spacewatch        |
| 470761 - | 2008 UX195               | 25 settembre 2008 | Mt. Lemmon Survey |
| 470762 - | 2008 US198               | 29 settembre 2008 | CSS               |
| 470763 - | 2008 UZ202               | 6 ottobre 2008    | CSS               |
| 470764 - | 2008 UN203               | 10 ottobre 2008   | CSS               |
| 470765 - | 2008 UP203               | 28 ottobre 2008   | LINEAR            |
| 470766 - | 2008 UG209               | 23 ottobre 2008   | Spacewatch        |
| 470767 - | 2008 US221               | 25 ottobre 2008   | Spacewatch        |
| 470768 - | 2008 UU231               | 26 ottobre 2008   | Spacewatch        |
| 470769 - | 2008 UK240               | 26 ottobre 2008   | Spacewatch        |
| 470770 - | 2008 UR244               | 8 ottobre 2008    | LINEAR            |
| 470771 - | 2008 UV244               | 9 settembre 2008  | CSS               |
| 470772 - | 2008 UZ248               | 30 settembre 2008 | CSS               |
| 470773 - | 2008 UV250               | 27 ottobre 2008   | Spacewatch        |
| 470774 - | 2008 UJ255               | 27 settembre 2008 | Mt. Lemmon Survey |
| 470775 - | 2008 UJ257               | 22 settembre 2008 | Mt. Lemmon Survey |
| 470776 - | 2008 UU258               | 24 settembre 2008 | Mt. Lemmon Survey |
| 470777 - | 2008 UA262               | 27 ottobre 2008   | Spacewatch        |
| 470778 - | 2008 UU263               | 27 ottobre 2008   | Mt. Lemmon Survey |
| 470779 - | 2008 UO266               | 28 ottobre 2008   | Spacewatch        |
| 470780 - | 2008 UC273               | 28 ottobre 2008   | Spacewatch        |
| 470781 - | 2008 UT276               | 28 ottobre 2008   | Mt. Lemmon Survey |
| 470782 - | 2008 UE287               | 1º ottobre 2008   | Spacewatch        |
| 470783 - | 2008 UD289               | 28 ottobre 2008   | Spacewatch        |
| 470784 - | 2008 UX297               | 29 ottobre 2008   | Spacewatch        |
| 470785 - | 2008 UX299               | 21 ottobre 2008   | Spacewatch        |
| 470786 - | 2008 UN301               | 21 ottobre 2008   | Spacewatch        |
| 470787 - | 2008 US302               | 21 ottobre 2008   | Spacewatch        |
| 470788 - | 2008 UR313               | 30 ottobre 2008   | CSS               |
| 470789 - | 2008 UT315               | 24 settembre 2008 | Mt. Lemmon Survey |
| 470790 - | 2008 UO322               | 31 ottobre 2008   | Mt. Lemmon Survey |
| 470791 - | 2008 UP324               | 31 ottobre 2008   | Spacewatch        |
| 470792 - | 2008 UD343               | 21 ottobre 2008   | Spacewatch        |
| 470793 - | 2008 UE343               | 22 ottobre 2008   | Spacewatch        |
| 470794 - | 2008 UY347               | 23 ottobre 2008   | Spacewatch        |
| 470795 - | 2008 UU350               | 28 ottobre 2008   | Spacewatch        |
| 470796 - | 2008 UR357               | 24 ottobre 2008   | CSS               |
| 470797 - | 2008 UV359               | 28 ottobre 2008   | Spacewatch        |
| 470798 - | 2008 UJ361               | 25 settembre 2008 | Mt. Lemmon Survey |
| 470799 - | 2008 UV365               | 28 ottobre 2008   | Spacewatch        |
| 470800 - | 2008 UW369               | 31 ottobre 2008   | CSS               |

## 470801-470900
| Nome     | Designazione provvisoria | Data di scoperta  | Scopritore        |
| -------- | ------------------------ | ----------------- | ----------------- |
| 470801 - | 2008 VG1                 | 5 settembre 2008  | LINEAR            |
| 470802 - | 2008 VS1                 | 6 settembre 2008  | Mt. Lemmon Survey |
| 470803 - | 2008 VA2                 | 2 novembre 2008   | LINEAR            |
| 470804 - | 2008 VJ2                 | 20 ottobre 2008   | Spacewatch        |
| 470805 - | 2008 VY2                 | 29 luglio 2008    | Mt. Lemmon Survey |
| 470806 - | 2008 VZ2                 | 25 ottobre 2008   | Spacewatch        |
| 470807 - | 2008 VC5                 | 6 novembre 2008   | LINEAR            |
| 470808 - | 2008 VF14                | 29 luglio 2008    | Mt. Lemmon Survey |
| 470809 - | 2008 VE16                | 1º ottobre 2008   | Mt. Lemmon Survey |
| 470810 - | 2008 VR18                | 6 ottobre 2008    | Mt. Lemmon Survey |
| 470811 - | 2008 VE38                | 25 settembre 2008 | Mt. Lemmon Survey |
| 470812 - | 2008 VK45                | 3 novembre 2008   | Mt. Lemmon Survey |
| 470813 - | 2008 VW49                | 4 novembre 2008   | Spacewatch        |
| 470814 - | 2008 VV64                | 2 novembre 2008   | Mt. Lemmon Survey |
| 470815 - | 2008 VM67                | 7 novembre 2008   | Mt. Lemmon Survey |
| 470816 - | 2008 VF73                | 2 novembre 2008   | Mt. Lemmon Survey |
| 470817 - | 2008 WD7                 | 27 ottobre 2008   | Spacewatch        |
| 470818 - | 2008 WV12                | 18 novembre 2008  | BATTeRS           |
| 470819 - | 2008 WN23                | 18 novembre 2008  | CSS               |
| 470820 - | 2008 WN34                | 23 ottobre 2008   | Spacewatch        |
| 470821 - | 2008 WT44                | 17 novembre 2008  | Spacewatch        |
| 470822 - | 2008 WP59                | 3 ottobre 2008    | Mt. Lemmon Survey |
| 470823 - | 2008 WQ59                | 1º novembre 2008  | Mt. Lemmon Survey |
| 470824 - | 2008 WB64                | 3 ottobre 2008    | Mt. Lemmon Survey |
| 470825 - | 2008 WF65                | 24 settembre 2008 | Mt. Lemmon Survey |
| 470826 - | 2008 WA68                | 6 novembre 2008   | Mt. Lemmon Survey |
| 470827 - | 2008 WC69                | 18 novembre 2008  | Spacewatch        |
| 470828 - | 2008 WO69                | 18 novembre 2008  | Spacewatch        |
| 470829 - | 2008 WY74                | 29 settembre 2008 | Spacewatch        |
| 470830 - | 2008 WB83                | 7 novembre 2008   | Mt. Lemmon Survey |
| 470831 - | 2008 WO94                | 1º novembre 2008  | Mt. Lemmon Survey |
| 470832 - | 2008 WW107               | 24 novembre 2008  | Spacewatch        |
| 470833 - | 2008 WO108               | 25 settembre 2008 | Mt. Lemmon Survey |
| 470834 - | 2008 WR109               | 17 novembre 2008  | Spacewatch        |
| 470835 - | 2008 WA115               | 30 novembre 2008  | Spacewatch        |
| 470836 - | 2008 WT115               | 18 novembre 2008  | Spacewatch        |
| 470837 - | 2008 WF136               | 19 novembre 2008  | Spacewatch        |
| 470838 - | 2008 XN1                 | 24 novembre 2008  | Spacewatch        |
| 470839 - | 2008 XV5                 | 4 dicembre 2008   | LINEAR            |
| 470840 - | 2008 XA11                | 7 novembre 2008   | Mt. Lemmon Survey |
| 470841 - | 2008 XJ13                | 2 novembre 2008   | Spacewatch        |
| 470842 - | 2008 XM21                | 23 novembre 2008  | Spacewatch        |
| 470843 - | 2008 XD33                | 2 dicembre 2008   | Spacewatch        |
| 470844 - | 2008 XZ51                | 4 dicembre 2008   | CSS               |
| 470845 - | 2008 XE54                | 1º dicembre 2008  | LINEAR            |
| 470846 - | 2008 XB55                | 6 dicembre 2008   | LINEAR            |
| 470847 - | 2008 YY9                 | 8 novembre 2008   | Mt. Lemmon Survey |
| 470848 - | 2008 YH12                | 20 novembre 2008  | Spacewatch        |
| 470849 - | 2008 YS18                | 21 dicembre 2008  | Spacewatch        |
| 470850 - | 2008 YH40                | 4 dicembre 2008   | Mt. Lemmon Survey |
| 470851 - | 2008 YO42                | 6 dicembre 2008   | Spacewatch        |
| 470852 - | 2008 YY47                | 20 novembre 2008  | Mt. Lemmon Survey |
| 470853 - | 2008 YX49                | 5 settembre 2007  | CSS               |
| 470854 - | 2008 YX52                | 29 dicembre 2008  | Mt. Lemmon Survey |
| 470855 - | 2008 YW53                | 29 dicembre 2008  | Mt. Lemmon Survey |
| 470856 - | 2008 YX53                | 29 dicembre 2008  | Mt. Lemmon Survey |
| 470857 - | 2008 YM73                | 30 dicembre 2008  | Spacewatch        |
| 470858 - | 2008 YE96                | 29 dicembre 2008  | Mt. Lemmon Survey |
| 470859 - | 2008 YV106               | 29 dicembre 2008  | Spacewatch        |
| 470860 - | 2008 YT107               | 29 dicembre 2008  | Spacewatch        |
| 470861 - | 2008 YH114               | 29 dicembre 2008  | Spacewatch        |
| 470862 - | 2008 YW142               | 30 dicembre 2008  | Spacewatch        |
| 470863 - | 2008 YX144               | 30 dicembre 2008  | Spacewatch        |
| 470864 - | 2008 YV148               | 21 dicembre 2008  | Mt. Lemmon Survey |
| 470865 - | 2008 YK156               | 29 dicembre 2008  | Mt. Lemmon Survey |
| 470866 - | 2008 YK158               | 31 dicembre 2008  | Mt. Lemmon Survey |
| 470867 - | 2008 YU158               | 30 dicembre 2008  | Mt. Lemmon Survey |
| 470868 - | 2008 YX166               | 21 dicembre 2008  | LINEAR            |
| 470869 - | 2009 AT13                | 22 dicembre 2008  | Spacewatch        |
| 470870 - | 2009 AG24                | 3 gennaio 2009    | Spacewatch        |
| 470871 - | 2009 AO27                | 2 gennaio 2009    | Spacewatch        |
| 470872 - | 2009 AY32                | 29 dicembre 2008  | Mt. Lemmon Survey |
| 470873 - | 2009 AR43                | 2 gennaio 2009    | Spacewatch        |
| 470874 - | 2009 AQ46                | 3 gennaio 2009    | Mt. Lemmon Survey |
| 470875 - | 2009 BX11                | 28 settembre 2008 | Spacewatch        |
| 470876 - | 2009 BG28                | 10 ottobre 1993   | Spacewatch        |
| 470877 - | 2009 BP28                | 29 dicembre 2008  | Spacewatch        |
| 470878 - | 2009 BK30                | 3 gennaio 2009    | Spacewatch        |
| 470879 - | 2009 BP36                | 30 dicembre 2008  | Mt. Lemmon Survey |
| 470880 - | 2009 BC45                | 16 gennaio 2009   | Spacewatch        |
| 470881 - | 2009 BG45                | 16 gennaio 2009   | Spacewatch        |
| 470882 - | 2009 BE46                | 16 gennaio 2009   | Spacewatch        |
| 470883 - | 2009 BT50                | 22 dicembre 2008  | Mt. Lemmon Survey |
| 470884 - | 2009 BC55                | 1º gennaio 2009   | Mt. Lemmon Survey |
| 470885 - | 2009 BR57                | 22 dicembre 2008  | Mt. Lemmon Survey |
| 470886 - | 2009 BS68                | 25 gennaio 2009   | Spacewatch        |
| 470887 - | 2009 BS89                | 30 dicembre 2008  | Mt. Lemmon Survey |
| 470888 - | 2009 BV120               | 20 gennaio 2009   | Mt. Lemmon Survey |
| 470889 - | 2009 BN138               | 15 gennaio 2009   | Spacewatch        |
| 470890 - | 2009 BE143               | 30 gennaio 2009   | Spacewatch        |
| 470891 - | 2009 BX165               | 31 gennaio 2009   | Spacewatch        |
| 470892 - | 2009 BH166               | 20 gennaio 2009   | Spacewatch        |
| 470893 - | 2009 BQ175               | 29 gennaio 2009   | Mt. Lemmon Survey |
| 470894 - | 2009 BT187               | 31 gennaio 2009   | Mt. Lemmon Survey |
| 470895 - | 2009 BL189               | 18 gennaio 2009   | CSS               |
| 470896 - | 2009 CR11                | 9 aprile 1999     | Spacewatch        |
| 470897 - | 2009 CO16                | 1º febbraio 2009  | Mt. Lemmon Survey |
| 470898 - | 2009 CM23                | 1º febbraio 2009  | Spacewatch        |
| 470899 - | 2009 CH36                | 2 gennaio 2009    | Spacewatch        |
| 470900 - | 2009 CA42                | 1º gennaio 2009   | Spacewatch        |

## 470901-471000
| Nome     | Designazione provvisoria | Data di scoperta  | Scopritore           |
| -------- | ------------------------ | ----------------- | -------------------- |
| 470901 - | 2009 CF47                | 14 febbraio 2009  | Spacewatch           |
| 470902 - | 2009 CD49                | 14 settembre 2007 | Spacewatch           |
| 470903 - | 2009 CH49                | 14 febbraio 2009  | Mt. Lemmon Survey    |
| 470904 - | 2009 CV52                | 14 febbraio 2009  | Mt. Lemmon Survey    |
| 470905 - | 2009 CX57                | 3 febbraio 2009   | Spacewatch           |
| 470906 - | 2009 CQ58                | 4 febbraio 2009   | Mt. Lemmon Survey    |
| 470907 - | 2009 CQ60                | 5 febbraio 2009   | Spacewatch           |
| 470908 - | 2009 DB44                | 11 novembre 2007  | Mt. Lemmon Survey    |
| 470909 - | 2009 DK46                | 28 febbraio 2009  | Spacewatch           |
| 470910 - | 2009 DH48                | 27 febbraio 2009  | CSS                  |
| 470911 - | 2009 DF52                | 22 febbraio 2009  | Spacewatch           |
| 470912 - | 2009 DH72                | 21 febbraio 2009  | Spacewatch           |
| 470913 - | 2009 DK78                | 17 gennaio 2009   | Spacewatch           |
| 470914 - | 2009 DN80                | 13 febbraio 2009  | Spacewatch           |
| 470915 - | 2009 DT88                | 22 febbraio 2009  | Spacewatch           |
| 470916 - | 2009 DE92                | 31 gennaio 2009   | Mt. Lemmon Survey    |
| 470917 - | 2009 DN97                | 22 febbraio 2009  | Spacewatch           |
| 470918 - | 2009 DA101               | 3 ottobre 2006    | Spacewatch           |
| 470919 - | 2009 DD102               | 22 febbraio 2009  | Spacewatch           |
| 470920 - | 2009 DG105               | 26 febbraio 2009  | Spacewatch           |
| 470921 - | 2009 DG130               | 28 febbraio 2009  | Spacewatch           |
| 470922 - | 2009 DQ132               | 3 febbraio 2009   | Spacewatch           |
| 470923 - | 2009 EE5                 | 1º marzo 2009     | Mt. Lemmon Survey    |
| 470924 - | 2009 EY24                | 19 febbraio 2009  | Spacewatch           |
| 470925 - | 2009 EO28                | 2 marzo 2009      | Mt. Lemmon Survey    |
| 470926 - | 2009 EF31                | 3 marzo 2009      | CSS                  |
| 470927 - | 2009 FZ                  | 16 marzo 2009     | OAM                  |
| 470928 - | 2009 FM2                 | 17 marzo 2009     | OAM                  |
| 470929 - | 2009 FR13                | 27 febbraio 2009  | Spacewatch           |
| 470930 - | 2009 FP26                | 17 marzo 2009     | Spacewatch           |
| 470931 - | 2009 FZ41                | 1º marzo 2009     | Spacewatch           |
| 470932 - | 2009 FN50                | 28 marzo 2009     | Spacewatch           |
| 470933 - | 2009 FY67                | 31 marzo 2009     | Spacewatch           |
| 470934 - | 2009 HS4                 | 27 marzo 2009     | Spacewatch           |
| 470935 - | 2009 HA7                 | 30 agosto 2005    | Spacewatch           |
| 470936 - | 2009 HJ12                | 9 febbraio 2008   | Mt. Lemmon Survey    |
| 470937 - | 2009 HY37                | 24 marzo 2009     | Mt. Lemmon Survey    |
| 470938 - | 2009 HH63                | 22 aprile 2009    | Mt. Lemmon Survey    |
| 470939 - | 2009 HA64                | 22 aprile 2009    | Mt. Lemmon Survey    |
| 470940 - | 2009 HE71                | 22 aprile 2009    | Mt. Lemmon Survey    |
| 470941 - | 2009 HO92                | 26 aprile 2009    | Spacewatch           |
| 470942 - | 2009 HV98                | 27 aprile 2009    | Spacewatch           |
| 470943 - | 2009 HY100               | 30 aprile 2009    | Spacewatch           |
| 470944 - | 2009 HA103               | 17 aprile 2009    | Spacewatch           |
| 470945 - | 2009 HN106               | 26 aprile 2009    | Siding Spring Survey |
| 470946 - | 2009 HS106               | 21 aprile 2009    | LINEAR               |
| 470947 - | 2009 KE12                | 26 aprile 2009    | Spacewatch           |
| 470948 - | 2009 KW12                | 18 aprile 2009    | Mt. Lemmon Survey    |
| 470949 - | 2009 KD30                | 26 maggio 2009    | Spacewatch           |
| 470950 - | 2009 KO37                | 27 aprile 2009    | CSS                  |
| 470951 - | 2009 LS                  | 12 giugno 2009    | CSS                  |
| 470952 - | 2009 OM10                | 1º luglio 2009    | Siding Spring Survey |
| 470953 - | 2009 OT10                | 27 luglio 2009    | CSS                  |
| 470954 - | 2009 PQ5                 | 27 luglio 2009    | Spacewatch           |
| 470955 - | 2009 PQ17                | 1º agosto 2009    | Spacewatch           |
| 470956 - | 2009 PC20                | 15 agosto 2009    | Spacewatch           |
| 470957 - | 2009 PL20                | 15 agosto 2009    | Spacewatch           |
| 470958 - | 2009 QP1                 | 16 agosto 2009    | Tozzi, F.            |
| 470959 - | 2009 QM12                | 16 agosto 2009    | Spacewatch           |
| 470960 - | 2009 QU13                | 16 agosto 2009    | Spacewatch           |
| 470961 - | 2009 QG15                | 16 agosto 2009    | Spacewatch           |
| 470962 - | 2009 QZ24                | 17 agosto 2009    | OAM                  |
| 470963 - | 2009 QB25                | 19 giugno 2009    | Spacewatch           |
| 470964 - | 2009 QU33                | 27 agosto 2009    | Fratev, F.           |
| 470965 - | 2009 QL40                | 15 agosto 2009    | Spacewatch           |
| 470966 - | 2009 QQ49                | 28 agosto 2009    | Spacewatch           |
| 470967 - | 2009 RF16                | 12 settembre 2009 | Spacewatch           |
| 470968 - | 2009 RE29                | 14 settembre 2009 | Spacewatch           |
| 470969 - | 2009 RJ33                | 14 settembre 2009 | Spacewatch           |
| 470970 - | 2009 RE35                | 14 settembre 2009 | Spacewatch           |
| 470971 - | 2009 RR41                | 15 settembre 2009 | Spacewatch           |
| 470972 - | 2009 RJ48                | 15 settembre 2009 | Spacewatch           |
| 470973 - | 2009 RL48                | 15 settembre 2009 | Spacewatch           |
| 470974 - | 2009 RS65                | 15 settembre 2009 | Spacewatch           |
| 470975 - | 2009 SC15                | 19 settembre 2009 | Mt. Lemmon Survey    |
| 470976 - | 2009 SU17                | 17 settembre 2009 | OAM                  |
| 470977 - | 2009 SJ22                | 16 settembre 2009 | Spacewatch           |
| 470978 - | 2009 SD29                | 16 settembre 2009 | Spacewatch           |
| 470979 - | 2009 SG56                | 17 settembre 2009 | Spacewatch           |
| 470980 - | 2009 SN56                | 17 settembre 2009 | Spacewatch           |
| 470981 - | 2009 SM57                | 17 settembre 2009 | Spacewatch           |
| 470982 - | 2009 SS57                | 17 settembre 2009 | Spacewatch           |
| 470983 - | 2009 ST58                | 17 settembre 2009 | Spacewatch           |
| 470984 - | 2009 SV58                | 17 settembre 2009 | Spacewatch           |
| 470985 - | 2009 SL59                | 17 settembre 2009 | Spacewatch           |
| 470986 - | 2009 SS71                | 17 settembre 2009 | Mt. Lemmon Survey    |
| 470987 - | 2009 SV82                | 18 settembre 2009 | Spacewatch           |
| 470988 - | 2009 SG99                | 22 settembre 2009 | Kugel, F.            |
| 470989 - | 2009 SW103               | 25 settembre 2009 | Tzec Maun            |
| 470990 - | 2009 SU108               | 18 agosto 2009    | CSS                  |
| 470991 - | 2009 SH126               | 18 settembre 2009 | Spacewatch           |
| 470992 - | 2009 SB128               | 18 settembre 2009 | Spacewatch           |
| 470993 - | 2009 SE129               | 28 giugno 1998    | Spacewatch           |
| 470994 - | 2009 SY129               | 18 settembre 2009 | Spacewatch           |
| 470995 - | 2009 SK130               | 18 settembre 2009 | Spacewatch           |
| 470996 - | 2009 SW137               | 18 settembre 2009 | Spacewatch           |
| 470997 - | 2009 SK139               | 19 settembre 2009 | Spacewatch           |
| 470998 - | 2009 SX142               | 19 settembre 2009 | Spacewatch           |
| 470999 - | 2009 SU147               | 9 aprile 2004     | Siding Spring Survey |
| 471000 - | 2009 SE164               | 21 settembre 2009 | Spacewatch           |